# 劉仲殷
刘仲殷，五代十国后唐官员。
刘仲殷初为陳州刺史，同光四年（926年）四月为邓州留后，五月为陕州留后。天成二年（927年），遂州留后李敬周、鄜州留后刘仲殷正授本州节度使。八月，皇子李從榮娶鄜州保大軍節度使刘仲殷之女。长兴元年（930年）五月，前兴元节度使刘仲殷权知潞州军州事。随后，为潞州昭義軍節度使、检校太傅。长兴二年（931年）潞州节度使刘仲殷改镇秦州，为雄武军节度使。他自恃为秦王亲戚聚敛钱财，剥削百姓。又招聚兵马，意在为秦王聚集军事力量。但是蜀王孟知祥也不敢窥边。秦王被诛，刘仲殷非常害怕。长兴四年，秦州节度使刘仲殷移镇宋州，为歸德軍節度使。唐閔帝即位，遣使存问，赏赐甚厚。刘仲殷上表辞镇，他聚集的兵马财货，都向朝廷要员行贿。于是在应顺元年（934年），留宿卫，改为右卫上将军。朱弘昭、冯赟用事，以秦王之旧怨，刘仲殷日夜忧惧，他与韩昭胤有旧，通过他勾结李从珂。李从珂起兵夺取皇位，归咎朱冯，昭雪秦府。韩昭胤推荐刘仲殷之强干。清泰元年（934年）刘仲殷自右卫上将军再为宋州节度使。

## 注
1. ↑  《旧五代史》明宗纪
2. ↑  《册府元龟》卷四百四十